# Atletiek op de Olympische Zomerspelen 1960 – 10000 meter mannen
De 10.000 m voor mannen op de Olympische Zomerspelen 1960 vond plaats op woensdag 8 september 1960. Het onderdeel kende geen voorrondes alleen een finale. De wedstrijd werd gelopen in het Olympisch Stadion. De Sovjet-Rus Pjotr Bolotnikov won de wedstrijd en verbeterde met zijn finishtijd van 28.32,2 het olympisch record.

## Uitslag
De volgende afkortingen worden gebruikt:
- OR - Olympisch record

| Rang | Atleet                | Land | Tijd         |
| ---- | --------------------- | ---- | ------------ |
| 1    | Pjotr Bolotnikov      | URS  | 28.32,2 (OR) |
| 2    | Hans Grodotzki        | EUA  | 28.37,0      |
| 3    | Dave Power            | AUS  | 28.37,65     |
| 4    | Aleksey Desyatchikov  | URS  | 28.39,6      |
| 5    | Murray Halberg        | NZL  | 28.48,5      |
| 6    | Max Truex             | USA  | 28.50,2      |
| 7    | Zdzisław Krzyszkowiak | POL  | 28.52,4      |
| 8    | John Merriman         | GBR  | 28.52,6      |
| 9    | Martin Hyman          | GBR  | 29.04,8      |
| 10   | Gordon Pirie          | GBR  | 29.15,2      |
| 11   | Sándor Iharos         | HUN  | 29.15,8      |
| 12   | Gerhard Hönicke       | EUA  | 29.20,4      |
| 13   | Robert Bogey          | FRA  | 29.22,4      |
| 14   | Rhadi Ben Abdesselam  | MAR  | 29.34,4      |
| 15   | József Kovács         | HUN  | 29.42,2      |
| 16   | Yevgeny Zhukov        | URS  | 29.50,2      |
| 17   | Xaver Höger           | EUA  | 29.58,0      |
| 18   | Stanisław Ożóg        | POL  | 30.01,0      |
| 19   | Arere Anentia         | KEN  | 30.03,0      |
| 20   | Constantin Grecescu   | ROU  | 30.04,8      |
| 21   | Simo Saloranta        | FIN  | 30.12,4      |
| 22   | Hamoud Ameur          | FRA  | 30.25,4      |
| 23   | Hamida Addèche        | FRA  | 30.27,2      |
| 24   | Doug Kyle             | CAN  | 30.31,6      |
| 25   | Carlos Pérez          | ESP  | 30.35,8      |
| 26   | Barry Magee           | NZL  | 30.39,4      |
| 27   | Franco Antonelli      | ITA  | 30.47,4      |
| 28   | Cyprian Tseriwa       | RHS  | 30.47,8      |
| 29   | Fevzi Pakel           | TUR  | 32.06,2      |
| —    | Kazimierz Zimny       | POL  | DNF          |
| —    | Gabrou Merawi         | ETH  | DNF          |
| —    | Jaroslav Bohatý       | TCH  | DNF          |
| —    | Allan Lawrence        | AUS  | DNF          |